# هالسينونيد
هالسينونيد (بالإنجليزية: Halcinonide)‏ هو عبارة عن كورتيزون ذو فعالية عالية، في المجموعة الثانية (المجموعة الثانية الأكثر فعالية ) تحت تصنيف الولايات المتحدة . يتم استخدام هذا الدواء بصورة موضعية ( تركيز الكريم 0.05% يتم تزويده ك هالوجين ) في علاج بعض الحالات الجلدية .